# 雙色海豬魚
雙色海豬魚（学名：Halichoeres bicolor），為輻鰭魚綱鱸形目隆頭魚亞目隆頭魚科的其中一種，分布於印度西太平洋區，從斯里蘭卡至馬來半島海域，棲息深度3-20公尺，體長可達12公分，棲息在沿海淺水礁區及海草生長的沙泥底質海域，生活習性不明。
种名 bicolor 意为“二色的”。